# 欧内斯特·F·伊斯特布鲁克
欧内斯特·F·伊斯特布鲁克（1908年8月6日—1989年2月19日）是一位美国陆军军官，二战驻华美军司令约瑟夫·史迪威女婿，曾任美国陆军第25步兵师师长，以少将军衔退役。